# Marianna Sankiewicz-Budzyńska

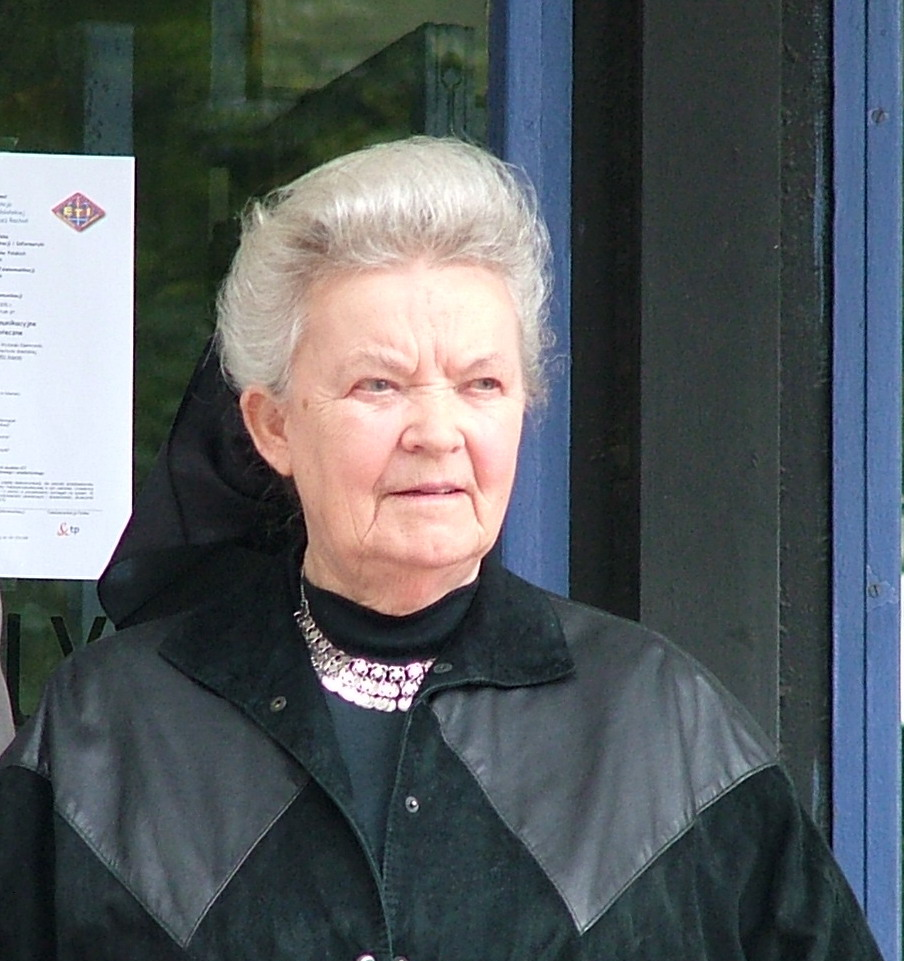
Marianna Sankiewicz-Budzyńska (2005)

Marianna Sankiewicz-Budzyńska (* 26. September 1921 in Przerośl, Woiwodschaft Białystok; † 29. Mai 2018 in Danzig) war eine polnische Hochschullehrerin. Sie war von 1981 bis 1984 erste Prorektorin der Technischen Universität Danzig (polnisch Politechnika Gdańska).

## Familie
Marianna Sankiewicz-Budzyńskas Eltern, Kazimierz Sankiewicz und Marianna geborene Piszczako, leiteten ein Wanderheim am See Wigry. Sie heiratete 1956 in Zakopane den Hochschullehrer Gustaw Budzyński (1921–2018).

## Leben
Sankiewicz besuchte seit 1934 die Staatliche Realschule und das Maria-Konopnicka-Gymnasium für Mädchen in Suwałki, wo sie 1939 ihr Abitur ablegte. Von Juni bis Oktober 1939 lebte sie in Starogard und zog dann nach Wilna um, wo sie 1941 in einem Café arbeitete. Sie gehörte dem Polnischen Pfadfinderverband an und trat 1942 als Soldatin in die Heimatarmee (Armia Krajowa) des Bezirks Wilna ein. Im Juni 1942 wurde sie zur Zwangsarbeit nach Deutschland verschleppt. Sankiewicz arbeitete in Roderbeck, Altenweddingen, Pritzwalk, Wanzleben und Stettin. Sie nahm Kontakt mit der geheimen polnischen Kriegsgefangenenorganisation im Stalag II B in Hammerstein auf und sammelte Informationen über die Versuche mit den Vergeltungswaffen V1 und V2 in Peenemünde-West und -Ost. Nach ihrer Verhaftung wurde sie 1944 in Stettin von der Gestapo verhört.
Vom Februar bis August 1945 arbeitete Sankiewicz für den Polnischen Rundfunk in Warschau und im Anschluss bis 1992 für Radio Gdańsk in Danzig. Dort führte sie die erste Schulung im Bereich Akustik für Mitarbeiter der technischen und Programmabteilungen der regionalen Sendezentren für Funk und Fernsehen von Radiotelewizja Polska in Danzig, Koszalin, Olsztyn und Stettin durch. Zu gleicher Zeit studierte sie von Oktober 1945 bis 1950 an der Fakultät für Elektrotechnik der Politechnika Gdańska. Als Diplom-Ingenieurin war Sankiewicz auch seit 1950 an der Technischen Universität tätig. Von 1951 bis 1953 arbeitete sie zudem als Konstrukteurin am Institut für industrielle Telekommunikation in Danzig.
Sankiewicz-Budzyńska wurde 1968 an der Fakultät für Elektronik promoviert und zwei Jahre später zur Assistenzprofessorin berufen. Als Prodekanin für Pädagogik wirkte sie von 1960 bis 1962 und von 1964 bis 1967 an der Fakultät für Kommunikationswissenschaften sowie von 1969 bis August 1981 an der Fakultät für Elektronik. Mit ihrem Ehemann baute sie 1968 das Studio für elektronische Tonerzeugung und 1982 die Abteilung für Tontechnik an der Fakultät für Elektronik auf. Sankiewicz-Budzyńska war von 1969 bis 1972 stellvertretende Direktorin für Forschung und Lehre am Institut für Funkkommunikation sowie von 1970 bis 1972 Leiterin der Abteilung für Elektrophonie am Institut für Nachrichtentechnik.
Sankiewicz-Budzyńska war von 1981 bis 1984 Prorektorin für Bildung der Technischen Universität Danzig. Nach Einführung des Kriegsrechts am 13. Dezember 1981 setzte sie sich oftmals für inhaftierte Studenten ihrer Universität ein, allein im ersten Halbjahr 1982 intervenierte sie in über 150 Fällen. Im Jahr 1992 wurde sie emeritiert.
Als Autorin veröffentlichte Sankiewicz-Budzyńska Schriften in den Bereichen Elektronik, Akustik und Ton sowie zur Geschichte der Technischen Universität. Sie gab 1992 und 2002 Jubiläumsbände der Fakultät für Elektronik heraus. Sie wurde 1988 Mitbegründerin und bis 2003 Vorstandsmitglied des Alumni-Netzwerks der Politechnika Gdańska. Sie gehörte der Wissenschaftlichen Gesellschaft von Danzig (Gdańskie Towarzystwo Naukowe), der Gesellschaft „Stanisław von Skarbimierz“ und dem Weltverband der Soldaten der Heimatarmee an. Als Präsidentin leitete sie von 1991 bis 1994 den polnischen Zweig der Audio Engineering Society (AES) und initiierte die Gründung weiterer Sektionen in Litauen, Weißrussland, der Ukraine und Russland. Neben Berufsverbänden gehörte sie den Akustischen Gesellschaften von Polen, Frankreich und Griechenland an sowie von 1994 bis 2006 dem Akustikausschuss der Polnischen Akademie der Wissenschaften.
Marianna Sankiewicz-Budzyńska starb am 29. Mai 2018 in Danzig, zwei Monate vor ihrem Ehemann.

## Ehrungen
Sankiewicz-Budzyńska wurde 1973 mit dem Ritter- und 2011 mit dem Komturkreuz des Ordens Polonia Restituta ausgezeichnet. Sie erhielt verschiedene Auszeichnungen der Stadt Danzig und die Medaille der Nationalen Bildungskommission. Die Audio Engineering Society ehrte sie 2005 mit dem Fellowship Award und die Polnische Gesellschaft für Akustik mit der Ehrenmitgliedschaft. Im Jahr 2019 wurde der Hörsaal Nummer 2 der Fakultät für Elektronik, Telekommunikation und Informatik nach ihr benannt und eine Gedenktafel zu ihren Ehren enthüllt.